# Ipepo dilatatus
Ipepo dilatatus là một loài bọ cánh cứng trong họ Cerambycidae.